# Stronger (Tank)
Stronger è il sesto album in studio del cantante statunitense Tank, pubblicato nel 2014.

## Tracce
1. You're My Star – 5:04
2. Nobody Better – 4:20
3. Dance with Me – 6:20
4. I Gotta Have It – 3:06
5. Missing You – 5:30
6. Same Way – 5:16
7. Hope This Makes You Love Me – 5:41
8. Stronger – 5:31
9. Thanking You – 6:11
10. If That's What It Takes – 5:37